# Ве (бог)
Ве — скандинавський бог, один з трьох братів-богів (Вілі, Ве та Одін), які створили Мідґард, світ людей.

## Опис
Ве часто розглядають як одне з втілень Одіна. Але в «Сварці Локі» та «Сазі про Інґлінґів» зазначається, що Вілі та Ве керували у відсутність Одіна державою та спали з його дружиною Фріґґ
Бурі породив Бора, в якого було три сини: Одін, Вілі та Ве. Одін з братами вбили Іміра й з його тіла створили світ. Плоть Іміра стала землею, кров — морем, кістки — горами, череп — небом, волосся — лісом, а вії — стінами Мідґарду.
Сини Бьора підняли землю, облаштували на ній Мідґард, а по тому оживили дерев'яні статуї людей, населивши ними своє царство.
В міфові говориться, що спочатку люди були бездиханними й не мали долі. Оживили їх боги, але дали долю людям норни.
Боги облаштували небесне склепіння й визначили ролі Сонця та Місяця, впорядкувавши рух цих світил й, таким чином, встановивши зміну діб та місяців.
На цьому етапові облаштування світу боги, до того ж, приборкують змія Йормунґанда, вовка Фенріра та хазяйку царства мертвих Гель.